# Tartrat d'hidrogen i potassi
El tartrat d'hidrogen i potassi, antigament conegut com a bitartrat de potassi, crema de tàrtar o crémor tàrtar, és un compost químic amb la fórmula KC4H5O6, és un subproducte de la vinificació. És la sal àcida de potassi de l'àcid tàrtric o àcid tartàric, el qual és un àcid dicarboxílic. Es presenta com una pols blanca i cristal·lina soluble en àcids i àlcalis i insoluble en àcid acètic i l'alcohol. Està relacionat amb el tartrat de potassi.

## Presentació
El tartrat d'hidrogen i potassi cristal·litza en els dipòsits de vi durant la fermentació alcohòlica del suc de raïm i pot precipitar fora de les ampolles. Aquests cristalls també poden precipitar fora del suc de raïm que s'hagi refredat o emmagatzemat durant un cert temps. Els cristalls es poden treure per filtració amb un teixit.

## Aplicacions

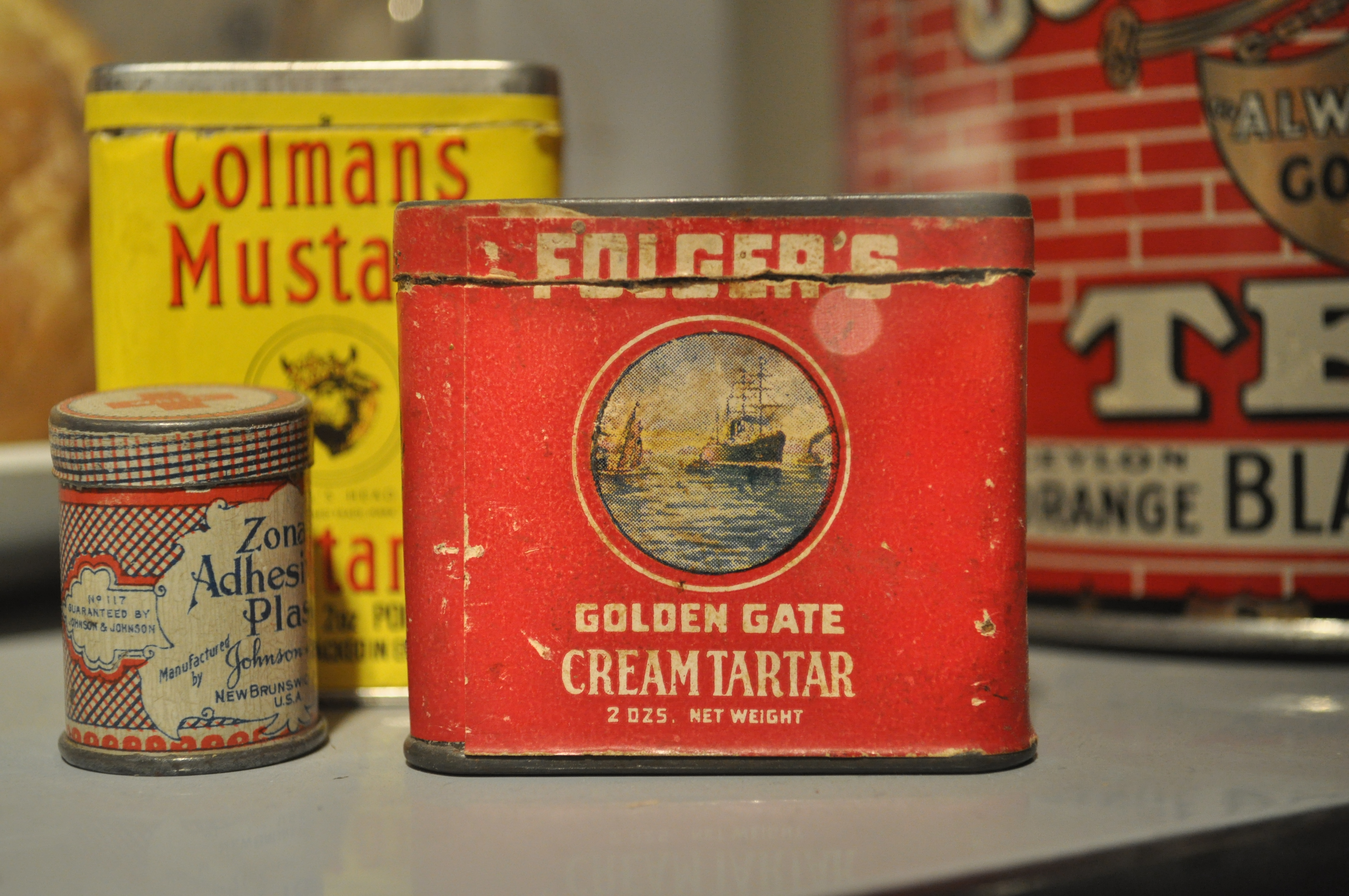
Folger's Golden Gate Cream Tartar, de la primera meitat del segle XX

El tartrat d'hidrogen i potassi s'empra en la indústria alimentària com a estabilitzant de la clara d'ou i de les cremes batudes. Evita la cristal·lització dels xarops de sucre. Redueix la decoloració de les verdures envasades. També es fa servir en els llevats de forner com activador i com a substitut, combinat amb el clorur de potassi, de la sal comuna.
En medecina s'usava com a purgant i com a mordent en tintoreria.
Com a producte casolà de la neteja es barreja amb suc de llimona o vinagre blanc i serveix per a netejar metalls o treure les taques de la porcellana.
En la química, d'acord amb l'organisme NIST, es fa servir com a referència principal de les solucions tampó o amortidores del pH).